# Instituto Alpin Videmanette
O Instituto Alpin Videmanette foi uma escola para moças de aperfeiçoamento e preparo à vida social (em inglês: finishing school) na municipalidade de Rougemont, Suíça. As lições da escola eram esqui, culinária, confecção de vestidos e francês.
Diana, Princesa de Gales estudou por apenas um mês em Alpin Videmanette, no ano de 1977, retornando à Inglaterra logo em seguida. A escola fechou em 1991. Outras alunas famosas são Alexandra (Tiggy) Legge-Bourke (babá do Príncipe William e do Príncipe Harry), Tamara Mellon (presidente e fundadora da famosa linha de sapatos Jimmy Choo) e a comediante Ruby Wax.